# Sérgio Sano
Sérgio Sano (ur. 18 stycznia 1963 w Tupi Paulista) – brazylijski judoka. Olimpijczyk z Los Angeles 1984, gdzie zajął siódme miejsce w wadze półlekkiej.
Uczestnik mistrzostw świata w 1985. Brązowy medalista igrzysk panamerykańskich w 1983. Wicemistrz panamerykański w 1984 i trzeci w 1982 roku. 

## Letnie Igrzyska Olimpijskie 1984
| Konkurencja | Eliminacje           | Eliminacje             | Eliminacje            | Repasaże             | Klas. końcowa |
| Konkurencja | Przeciwnik I         | Przeciwnik II          | 1/4                   | Przeciwnik I         | Miejsce       |
| ----------- | -------------------- | ---------------------- | --------------------- | -------------------- | ------------- |
| 65 kg       | Fredy Torres (ESA) Z | James Rohleder (FRG) Z | Hwang Jung-oh (KOR) P | Josef Reiter (AUT) P | 7.            |